# ミクロラプトル
ミクロラプトル（学名：Microraptor、「小さな泥棒」の意）は、中生代前期白亜紀のアジアに生息した、ドロマエオサウルス科に属する獣脚類の恐竜。主に樹上棲の動物であり、四肢の鋭利な鉤爪は枝や幹に留まる際に役立ったと推察されている。
化石は中華人民共和国遼寧省で産出しており、ミクロラプトル・ザオイアヌスやミクロラプトル・グイといった種が知られる。小型羽毛恐竜であり、四肢に風切羽状の羽毛が生えていた。ミクロラプトル・ザオイアヌスの羽毛は黒く、また玉虫色の光沢を示した。なお、ミクロラプトル・グイをミクロラプトル・ザオイアヌスと同種とする見解もある。

## ミクロラプトル・ザオイアヌス
ミクロラプトルの最初の標本は、1999年に、鳥類に非常に近い、羽毛を持った新種の恐竜アルカエオラプトル・リアオニンゲンシス "Archaeoraptor liaoningensis" としてナショナルジオグラフィック誌上で記載された。復元標本が表紙を飾ったこともあり、短期間でこの恐竜は有名になった。しかしその後、アルカエオラプトルの原記載標本は2種類の動物の化石を組み合わせた「合成化石」であることが明らかになり、2000年に、元アルカエオラプトルの標本の下半身が、あらためてドロマエオサウルス科の新属新種ミクロラプトル・ザオイアヌス Microraptor zhaoianus として記載しなおされた。
ミクロラプトル・ザオイアヌスは鳥類を除く恐竜として非常に小型である。グレゴリー・ポールはその全長を0.7メートルとし、日本で開催された企画展『恐竜博2006』公式図録は成熟個体の全長を約40センチメートルとした。ただし、同展では63センチメートルに達する大型の標本も展示されている。
同じくミクロラプトル亜科に属するカンギュラプトルと比較して頭蓋骨は小さく、三角形をなす。歯は厚く、また鋸歯があまり見られない。頸部はやや短縮しており、胸骨は癒合して1枚の板状構造をなす。後肢の鉤爪は強く湾曲しており、強い樹上生の生態が示唆される。また歯の形態からは小型の獲物を捕食していたことが示唆される。化石は中国北東部の九佛堂層から産出しており、生息環境は湖の存在する湿潤な森林と推測される。冬季は冷涼であり降雪に見舞われたとされる。
種小名のzhaoianusは中国の古生物学者趙喜進に由来し、本種の学名全体の意味は「趙氏の小さな泥棒」となる。

## ミクロラプトル・グイ
2003年に記載されたミクロラプトル・グイ  Microraptor gui （中国語: 顧氏小盜龍、Gùshì xiǎodàolóng （クーシー・シァオタオロン）、こししょうとうりゅう）の化石には、発達した羽毛が保存されていた。ミクロラプトル･グイと現在の鳥類とのもっとも異なる点は、前肢のみならず後肢にも発達した飛行用の羽毛を持つことである。どのようにしてこの後肢羽毛が発達したのかは定かではないが、羽毛の形態が現生鳥類の風切羽同様の左右非対称になっていることから、この動物が実際に飛行できた可能性が高いと考えられている。翼の広げ方については前肢の翼を水平に広げて後肢の羽を斜めに広げる説と、前肢の翼と平行に後肢を広げる説がある。
なお、本種をミクロラプトル・ザオイアヌスのジュニアシノニムとする見解もある。

## 羽毛
ミクロラプトルは全身におよぶ保存の良好な羽毛が知られている。電子顕微鏡を用いてメラノソームを現生の鳥類と比較した結果、ミクロラプトルのメラノソームは非常に細長い形状をなしてシート状に配列していることが判明した。こうした特徴は現生鳥類において玉虫色の光沢を持つ羽と同様であり、ミクロラプトルにも同様の光沢があったことが示唆される。

## ギャラリー

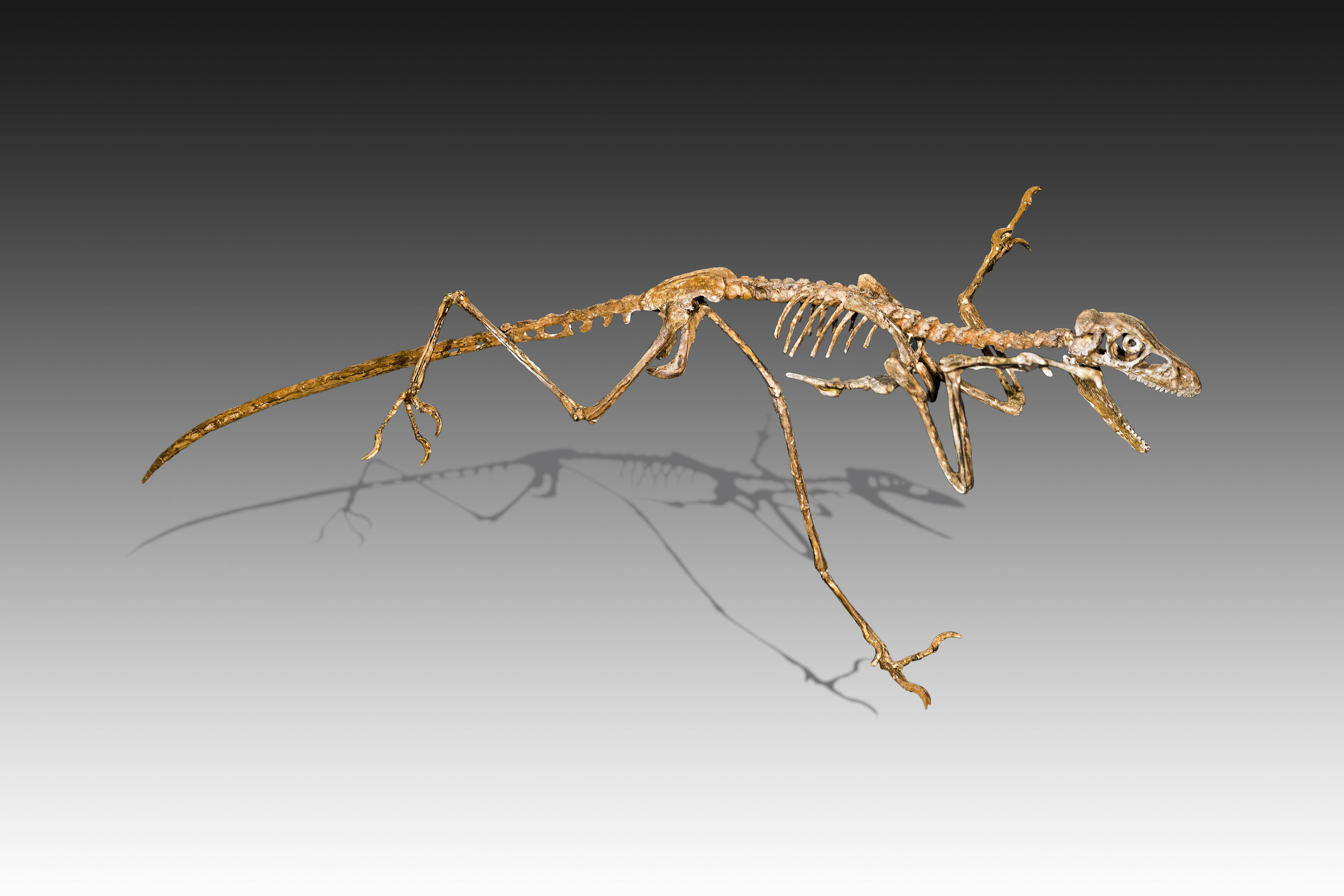
骨格キャスト
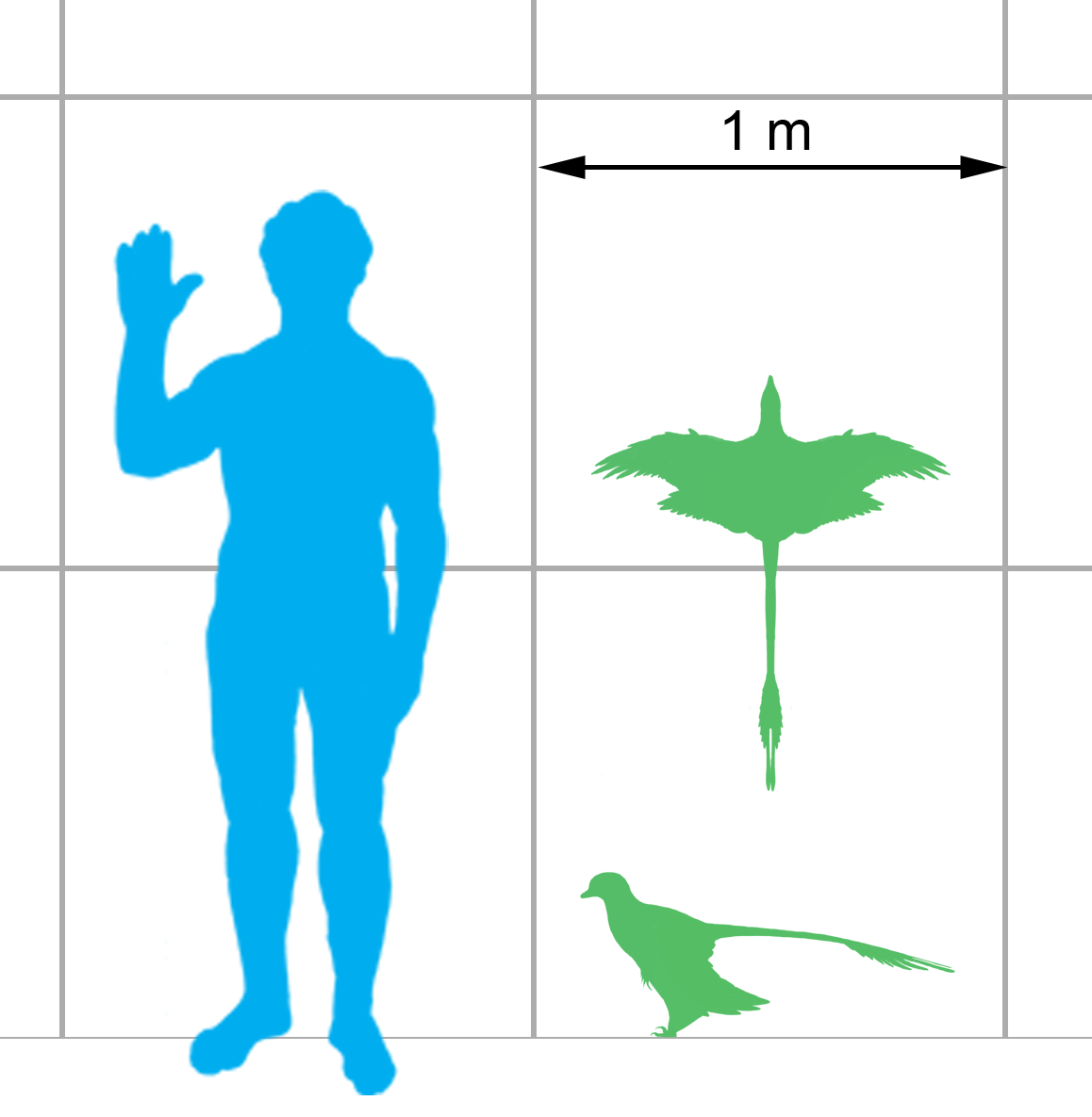
ヒトとの比較
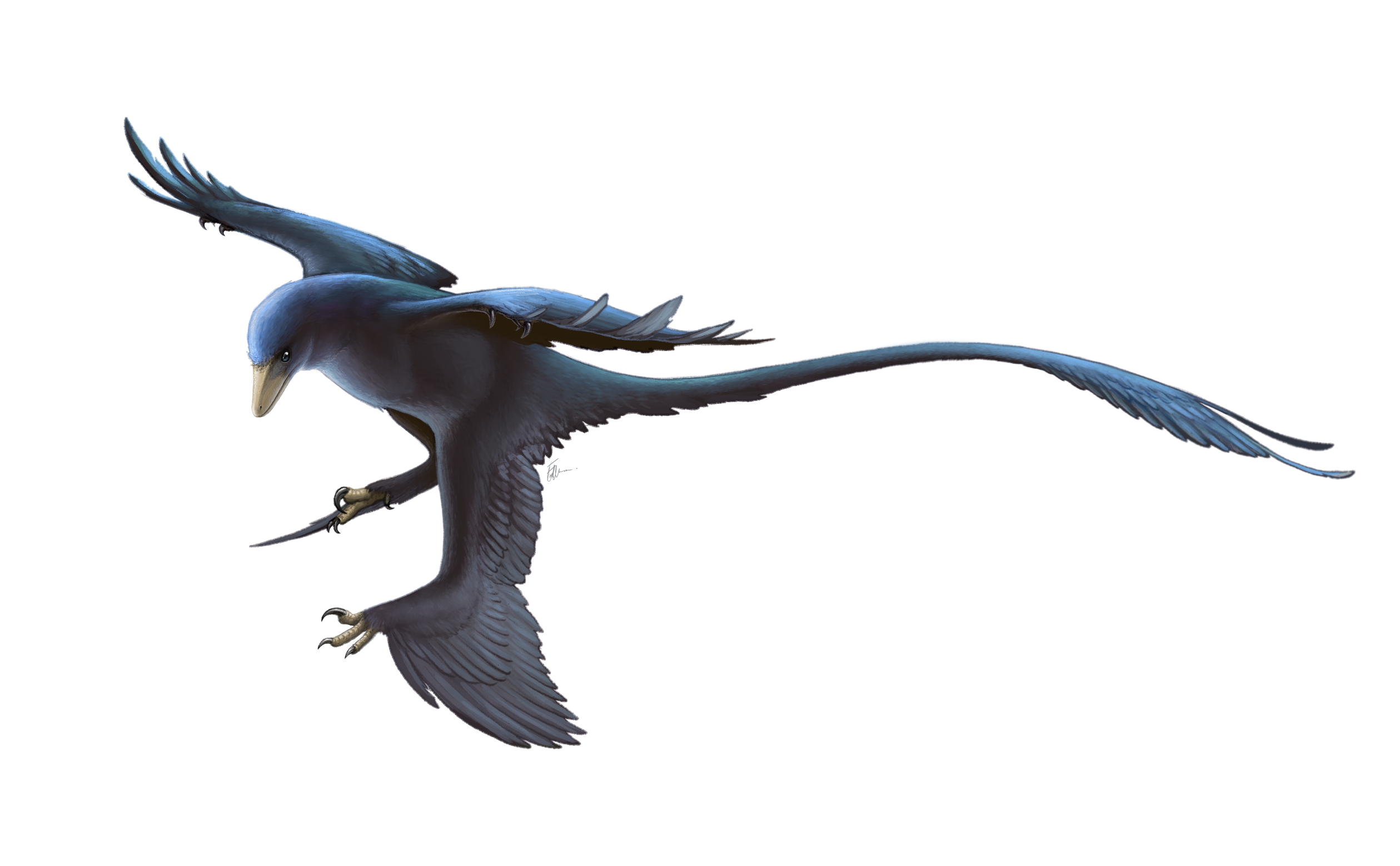
復元図
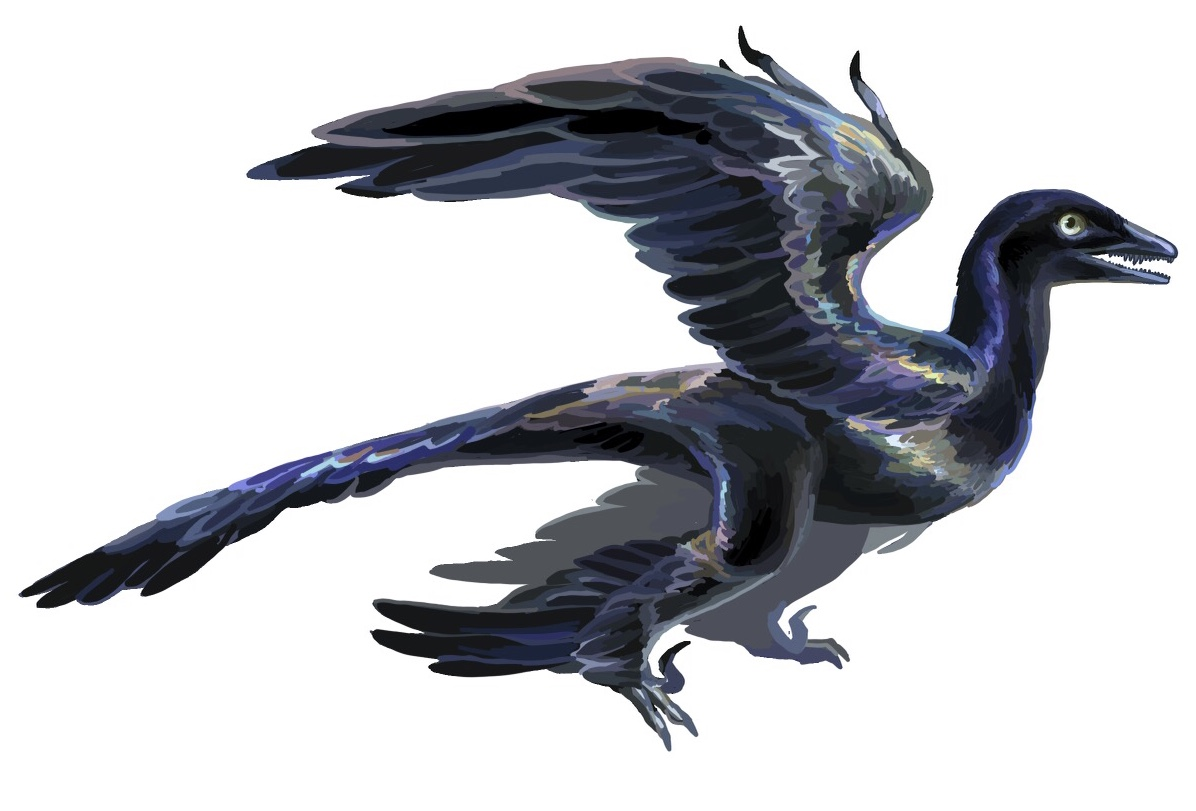
玉虫色に輝くミクロラプトル・グイ

## 大衆文化

### 映像作品
- 恐竜vsほ乳類 - 後編で恐竜から鳥類への進化を説明する役割を担った。
- プレヒストリックパーク - 第3回〜最終回に登場。火山地帯の森でティタノサウルス類（イシサウルス）に付き纏いながら生活する様子が描かれた。
- プラネット・ダイナソー - こちらでも鳥類への進化を説明する役を担っている。作中では捕食者として滑空性のトカゲを追い、逆に被食者としてシノルニトサウルスに追われた。